# Cathérine Jacques
Cathérine Jacques (Merksem, 28 september 1979)  is een Belgische jiujitsuka en voormalig judoka in de categorie 'tot 70 kg'. Ze werd meermaals Belgisch kampioene judo en in 2011 en 2012 werd ze wereldkampioene jiujitsu.

## Levensloop
Jacques begon op negenjarige leeftijd met judo. In 1993 behaalde ze al een bronzen medaille op de European Youth Olympic Days. In 2003 behaalde ze brons op het EK. In 2004 stond ze verschillende keren op het podium op internationale toernooien. Op de Olympische Spelen kwam ze tot een vijfde plaats. In 2005 won ze een bronzen medaille op het wereldkampioenschap en het Europees kampioenschap. Op de EK's van 2006 en 2009 deed ze dat nog eens over.
In 2011 wilde Jacques haar blik verruimen en koos ze om naast judo jiujitsu te beoefenen. Ze nam deel aan drie toernooien: eerst een selectietoernooi, vervolgens behaalde ze op het EK een bronzen medaille en op het WK van 2011 in Colombia kroonde ze zich tot wereldkampioene in de categorie "fighting +70 kilogram". Aanvankelijk beschouwde ze jiujitsu als een zijproject, maar in 2012 verklaarde ze zich volledig op deze sport toe te leggen. Dat jaar (2012) verlengde ze haar wereldtitel.
Bij de gemeenteraadsverkiezingen van 2012 was ze kandidaat voor Open vld te Kapellen.

## Palmares
2012
- Wereldkampioenschap jiu-jitsu

2011
- Wereldkampioenschap jiu-jitsu
- Europees kampioenschap jiu-jitsu
- Kapels Sportfiguur van het Jaar

2009
- Belgisch kampioenschap
- Europees kampioenschap
- Grand Prix van Hamburg
- World Cup	van Sofia

2008
- Belgisch kampioenschap
- Super A-toernooi van Sofia
- Kapels Sportfiguur van het Jaar

2007
- Belgisch kampioenschap
- Super A-toernooi van Minsk
- Super A-toernooi van Tallinn
- Super A-toernooi van Vejen
- 5e Europees kampioenschap
- Kapels Sportfiguur van het Jaar

2006
- Belgisch kampioenschap
- Europees kampioenschap
- A-toernooi van Warschau
- Super A-toernooi van Parijs
- Kapels Sportfiguur van het Jaar

2005
- Belgisch kampioenschap
- Wereldkampioenschap
- Europees kampioenschap
- Kapels Sportfiguur van het Jaar

2004
- 5e Olympische Spelen
- A-toernooi van Rome
- Super A-toernooi van Parijs
- Kapels Sportfiguur van het Jaar

2003
- Europees kampioenschap
- Belgisch kampioenschap
- Super A-toernooi van Moskou
- Kapels Sportfiguur van het Jaar

2002
- 5e Europees kampioenschap
- Belgisch kampioenschap
- Super A-toernooi van Moskou
- Super A-toernooi van Wuppertal
- Kapels Sportfiguur van het Jaar

2001
- Europese teamkampioenschappen
- Belgisch kampioenschap
- A-toernooi van Sofia
- Kapels Sportfiguur van het Jaar

2000
- Europese Ploegenkampioenschappen
- Belgisch kampioenschap
- A-toernooi van Warschau

1999
- Belgisch kampioenschap

1998
- Wereldkampioenschap voor junioren
- Europees kampioenschap voor junioren
- Belgisch kampioenschap
- A-toernooi van Boedapest
- Kapels Sportfiguur van het Jaar

1997
- Europees kampioenschap voor junioren
- Belgisch kampioenschap

1996
- Wereldkampioenschap voor junioren
- 5e 	Europees Kampioenschap voor
- Belgisch kampioenschap
- Belgisch kampioenschap -19 jaar

1995
- Belgisch kampioenschap
- Belgisch kampioenschap -19 jaar
- Kapels Sportfiguur van het Jaar

1994
- Belgisch kampioenschap -19 jaar
- Kapels Sportfiguur van het Jaar

1993
- Belgisch kampioenschap voor Cadetten
- European Youth Olympic Days

1992
- Belgisch kampioenschap voor Cadetten